# Liste der Baudenkmale in Groß Roge
In der Liste der Baudenkmale in Groß Roge sind alle denkmalgeschützten Bauten der Gemeinde Groß Roge (Mecklenburg-Vorpommern) und ihrer Ortsteile aufgelistet (Stand 10. Februar 2021).

## Legende
In den Spalten befinden sich folgende Informationen:
- ID-Nr: Die Nummer wird von den Denkmalämtern der Landkreise vergeben. Wenn sie nicht bekannt ist, bleibt die Spalte leer. In dieser Spalte kann sich zusätzlich das Wort Wikidata befinden, der entsprechende Link führt zu Angaben zu diesem Denkmal bei Wikidata.
- Lage: die Adresse des Denkmales und die geographischen Koordinaten.
Link zu einem Kartenansichtstool, um Koordinaten zu setzen. In der Kartenansicht sind Denkmale ohne Koordinaten mit einem roten bzw. orangen Marker dargestellt und können in der Karte gesetzt werden. Denkmale ohne Bild sind mit einem blauen bzw. roten Marker gekennzeichnet, Denkmale mit Bild mit einem grünen bzw. orangen Marker.
- Bezeichnung: Bezeichnung, so wie sie in den offiziellen Listen der Denkmalämter steht. Ein Link hinter der Bezeichnung führt zum Wikipedia-Artikel über das Denkmal. Wenn die Bezeichnung der Denkmalämter inhaltlich fehlerhaft ist, ist in der Spalte „Beschreibung“ darauf hinzuweisen.
- Beschreibung: Beschreibung des Denkmales
- Bild: ein Bild des Denkmales und gegebenenfalls einen Link zu weiteren Fotos des Denkmals im Medienarchiv Wikimedia Commons

## Baudenkmale nach Ortsteilen

### Groß Roge
| ID   | Lage  | Bezeichnung                                                     | Beschreibung | Bild                                                            |
| ---- | ----- | --------------------------------------------------------------- | ------------ | --------------------------------------------------------------- |
| 0752 | Pösel | Friedhof mit Feierhalle und Kriegerdenkmal 1914/1918, 1939/1945 |              | Friedhof mit Feierhalle und Kriegerdenkmal 1914/1918, 1939/1945 |

### Klein Roge
| ID   | Lage          | Bezeichnung    | Beschreibung | Bild |
| ---- | ------------- | -------------- | --- | ---- |
| 0801 | Hof 3         | ehem. Speicher | 2-gesch. Steinbau mit Satteldach |      |
| 0802 | Hof 1 (Karte) | Gutshaus       | Klassizistischer, 2-gesch., 10-achs. Putzbau aus der Mitte des 19. Jh. mit Satteldach, Mittelrisalit, Sockel- und Mezzaningeschoss; Gut der Familien Held (1836–1925) und Domansky (bis 1945). |      |

### Neu Rachow
| ID   | Lage                | Bezeichnung                                        | Beschreibung | Bild |
| ---- | ------------------- | -------------------------------------------------- | ------------ | ---- |
| 0843 | Mühlenweg 5 (Karte) | Wohnhaus und Windmühle mit technischer Ausstattung |              |      |

### Meierei
| ID   | Lage  | Bezeichnung | Beschreibung | Bild |
| ---- | ----- | ----------- | ------------ | ---- |
| 0833 | B 104 | Meilenstein | B 104        |      |

### Mieckow
| ID   | Lage                  | Bezeichnung        | Beschreibung | Bild |
| ---- | --------------------- | ------------------ | --- | ---- |
| 0835 | Ausbau 1 (Karte)      | Neusiedlerwohnhaus | |      |
| 0836 | Ausbau 2 (Karte)      | Neusiedlerhof      | |      |
| 0837 | Ausbau 3 (Karte)      | Neusiedlerwohnhaus | |      |
| 0838 | Dorfstraße 13 (Karte) | Gutshaus mit Park  | Klassizistischer, 2-gesch., 8-achs. Ziegelbau von 1848 auf Feldsteinsockel mit Walmdach und betonter Eckausbildung als Risalite; Gut der Familie von Zepelin von 1418 oder 1481 bis 1945. |      |

### Rachow
| ID   | Lage                        | Bezeichnung              | Beschreibung | Bild |
| ---- | --------------------------- | ------------------------ | ------------ | ---- |
| 0868 | Molkereistraße 3 (Karte)    | ehem. Schule             |              |      |
| 0869 | Molkereistraße 5 (Karte)    | Wohnhaus                 |              |      |
| 0870 | Molkereistraße 8 (Karte)    | ehem. Gaststätte         |              |      |
| 0871 | Molkereistraße, neben Nr. 6 | Kriegerdenkmal 1914/1918 |              |      |

### Wotrum
| ID   | Lage | Bezeichnung | Beschreibung   | Bild |
| ---- | ---- | ----------- | -------------- | ---- |
| 1177 |      | Massengrab  | Typhusfriedhof |      |

### Zierstorf
| ID | Lage                 | Bezeichnung            | Beschreibung | Bild |
| -- | -------------------- | ---------------------- | ------------ | ---- |
|    | Poggeweg 3/5 (Karte) | Gutshaus mit Eiskeller |              |      |
|    | Ausbau 6             | Siedlerhof             |              |      |
|    | Ausbau 7             | Siedlerhof             |              |      |

## Ehemalige Denkmäler

### Meierei
| ID | Lage         | Bezeichnung  | Beschreibung | Bild |
| -- | ------------ | ------------ | ------------ | ---- |
|    | B 104, Nr. 2 | Chausseehaus |              |      |

## Quelle
Denkmalliste des Landkreises Rostock A ‐ Z (Stand: 10. Februar 2021; PDF, 497 KB)
- Karte mit allen Koordinaten:
- OSM |
- WikiMap